# Rycerka Górna (gromada)
Rycerka Górna – dawna gromada, czyli najmniejsza jednostka podziału terytorialnego Polskiej Rzeczypospolitej Ludowej w latach 1954–1972.
Gromady, z gromadzkimi radami narodowymi (GRN) jako organami władzy najniższego stopnia na wsi, funkcjonowały od reformy reorganizującej administrację wiejską przeprowadzonej jesienią 1954 do momentu ich zniesienia 1 stycznia 1973, tym samym wypierając organizację gminną w latach 1954–1972.
Gromadę Rycerka Górna z siedzibą GRN w Rycerce Górnej utworzono – jako jedną z 8759 gromad na obszarze Polski – w powiecie żywieckim w woj. krakowskim, na mocy uchwały nr 32/IV/54 WRN w Krakowie z dnia 6 października 1954. W skład jednostki wszedł obszar dotychczasowej gromady Rycerka Górna ze zniesionej gminy Rajcza oraz przysiółki Rycerki i Maskierówka z dotychczasowej gromady Soblówka ze zniesionej gminy Ujsoły w tymże powiecie. Dla gromady ustalono 18 członków gromadzkiej rady narodowej.
30 czerwca 1960 do gromady Rycerka Górna przyłączono obszar zniesionej gromady Rycerka Dolna.
Gromadę zniesiono 31 grudnia 1961, a jej obszar włączono do gromady Rajcza.